# Osvaldo Héctor Cruz
Osvaldo Héctor Cruz (29. května 1931, Avellaneda – 20. března 2023) byl argentinský fotbalový útočník, levé křídlo.

## Klubová kariéra
Hrál v Argentině za CA Independiente, v Brazílii za Sociedade Esportiva Palmeiras a v Chile za Unión Española. V Poháru osvoboditelů nastoupil ve 2 utkáních.

## Ligová bilance
| Ročník                     | Zápasy | Góly | Klub                          |
| -------------------------- | ------ | ---- | ----------------------------- |
| 1. argentinská liga 1951   | 22     | 8    | CA Independiente              |
| 1. argentinská liga 1952   | 28     | 11   | CA Independiente              |
| 1. argentinská liga 1953   | 26     | 3    | CA Independiente              |
| 1. argentinská liga 1954   | 28     | 6    | CA Independiente              |
| 1. argentinská liga 1955   | 24     | 2    | CA Independiente              |
| 1. argentinská liga 1956   | 30     | 5    | CA Independiente              |
| 1. argentinská liga 1957   | 25     | 1    | CA Independiente              |
| 1. argentinská liga 1958   | 16     | 4    | CA Independiente              |
| 1. argentinská liga 1959   | 23     | 3    | CA Independiente              |
| 1. brazilská liga 1960     | -      | -    | Sociedade Esportiva Palmeiras |
| 1. brazilská liga 1961     | -      | -    | Sociedade Esportiva Palmeiras |
| 1. argentinská liga 1961   | 13     | 1    | CA Independiente              |
| 1. chilská liga 1962       | -      | -    | Unión Española                |
| 1. chilská liga 1963       | -      | -    | Unión Española                |
| 1. chilská liga 1964       | -      | -    | Unión Española                |
| CELKEM 1. argentinská liga | 236    | 44   |                               |

## Reprezentační kariéra
Za reprezentaci Argentiny nastoupil v letech 1953–1958 ve 21 utkáních a dal 3 góly. Byl členem argentinské reprezentace na Mistrovství světa ve fotbale 1958, nastoupil ve 2 utkáních. Byl členem argentinské reprezentace na Mistrovství Jižní Ameriky ve fotbale 1955, nastoupil ve 3 utkáních a na Mistrovství Jižní Ameriky ve fotbale 1957, nastoupil v 6 utkáních a dal 2 góly